# مارك جونسون (كاتب)
مارك جونسون (بالإنجليزية: Mark Steven Johnson )‏ (و. 1964  م) هو كاتب سيناريو، ومخرج أفلام، ومنتج أفلام أمريكي، ولد في هاستينغز، مينيسوتا، بدأ مشواره المهني سنة 1993.

## التعليم
تعلم في جامعة كاليفورنيا الحكومية في لونغ بيتش.

## أعمال بارزة
من أهم أعماله:
- ديردفيل.

## وصلات خارجية
- مارك جونسون على موقع IMDb (الإنجليزية)
- مارك جونسون على موقع ألو سيني (الفرنسية)
- مارك جونسون على موقع ميوزك برينز (الإنجليزية)
- مارك جونسون على موقع أول موفي (الإنجليزية)
- مارك جونسون على موقع بوكس أوفيس موجو (الإنجليزية)
- مارك جونسون على موقع قاعدة بيانات الأفلام السويدية (السويدية)
- مارك جونسون على موقع ديسكوغز (الإنجليزية)
- مارك جونسون على موقع قاعدة بيانات الفيلم (الإنجليزية)
- مارك جونسون على موقع كينوبويسك (الروسية)